# مطالعات آفریقایی
مطالعات آفریقایی به معنای مطالعه منطقه آفریقا است، به ویژه فرهنگ‌ها و جوامع این قاره (بر خلاف زمین‌شناسی، جغرافیا، جانورشناسی و غیره) است. این رشته شامل مطالعه تاریخ آفریقا (پیش از استعمار، استعمار، پس از استعمار)، جمعیت‌شناسی (گروه‌های قومی)، فرهنگ، سیاست، اقتصاد، زبان‌ها و مذهب (اسلام، مسیحیت، ادیان سنتی چین) است. یک متخصص در مطالعات آفریقا اغلب به عنوان «آفریقایست» نامیده می‌شود. تمرکز اصلی این رشته، بازجویی از رویکردها، نظریه‌ها و روش‌های معرفت‌شناختی در رشته‌های سنتی با استفاده از یک لنز انتقادی است که «راه‌های شناخت» و منابع آفریقا محور را بررسی می‌کند.
آفریقایی‌ها استدلال می‌کنند که به جای درک آفریقا به عنوان استثنایی و عجیب و غریب، نیاز به «بیگانه‌زدایی» و پیش پا افتاده کردن آن وجود دارد. محققان آفریقایی، در زمان‌های اخیر، بر استعمار زدایی از مطالعات آفریقا، و پیکربندی مجدد آن برای انعکاس تجربه آفریقا از طریق دریچه‌ای آفریقایی تمرکز کرده‌اند.

## تاریخچه
پایه‌های اولیه انسان‌شناسی برای بسیاری از دانشمندان در مورد آفریقا در زمینه‌های آکادمیک مدرن است، از جمله مطالعات آفریقایی، اکتشاف اروپایی آفریقا و تجارت برده اقیانوس اطلس توسط کاشفان و مبلغان و همچنین تلاش استعماری برای آفریقا توسط امپریالیست‌های اروپایی است. با شروع استعمارزدایی آفریقا، جنگ سرد، برنامه‌های توسعه بین‌المللی و مطالعات منطقه ای که ارتباط سیاستی فزاینده ای در این محیط نوظهور داشت، منجر به توسعه انبوه سازمان‌های مطالعات آفریقایی (مثلاً مراکز، مؤسسات) در سراسر قاره آفریقا پس از سال ۱۹۴۵میلادی شد. پس از استقلال آفریقا، بسیاری از کارکنان استعماری در اروپا و آفریقا به عنوان کارکنان سازمان‌های نوظهور مطالعات آفریقا فعالیت خود را آغاز کردند.

### پایان جنگ جهانی دوم
پس از استقلال آفریقا و پایان جنگ جهانی دوم، روش‌های استعماری و دانش منطقه آفریقا دچار چالش‌ها و تغییراتی شد. به دلیل وقوع جنگ جهانی دوم و عدم مشارکت مستقیم آفریقا در آن، جهان آفریقا از نظر بسیاری از آفریقایی‌ها به عنوان گزینه ای متمایز جدا از جهان شرق و جهان غرب و رهبران آفریقایی (مانند ننامدی آزیکیوه، کوامه نکرومه) در نظر گرفته شد. لئوپولد سنگور از پذیرش امپریالیسم اروپایی امتناع ورزید و از آفریقایی‌ها حمایت کرد تا از خود آگاهی داشته باشند زیرا این امر برای سلامت سیاسی و اقتصادی شهروندان آنها ضروری بود. در نتیجه، دیالکتیک استقلال آفریقا راه را برای دانشمندان اروپایی مانند باسیل دیویدسون و توماس هاجکین ایجاد کرد تا شروع به مخالفت با ایده‌ها و معیارهای استعماری کنند (مثلاً الزامات شواهد مستند مانند آنچه برای تاریخ اروپا استفاده شده‌است) که منجر به تاریخ آفریقا شد. برکنار شدن پویایی ذاتی آفریقا و ارزش و استفاده از ادبیات آفریقایی به عنوان نوعی شواهد توسط محقق آفریقایی، کنت دایک، مورد تأکید قرار گرفت. در سال ۱۹۶۴میلادی، تاریخ عمومی آفریقا توسط دانشمندان مختلف آفریقایی (به عنوان مثال، ژاکوب آجی، آدو بوهن، علی مزروعی، جبریل تا مسیر نیان، بتول آلن اوگوت، کی زربو) نوشته شد.
پس از پایان دوره استعمار، روشنفکران آفریقایی سیستم آموزش عالی آفریقا را در آفریقا ایجاد و سازماندهی کردند و در پاسخ به این تحول، طی دهه‌های ۱۹۵۰میلادی و ۱۹۶۰میلادی، اروپایی‌ها در بریتانیا موسسات مطالعات آفریقایی را ایجاد کردند. کاستی‌های رویکردهای رشته‌ای غربی در مطالعه آفریقا منجر به توسعه یک پیکربندی میان رشته‌ای از مطالعات آفریقایی شد. با درجاتی از تعامل (به عنوان مثال، همکاری، بحث) با همتایان آفریقایی خود، تا سال ۱۹۶۳میلادی، انجمن مطالعات آفریقایی بریتانیا (ASAUK) تأسیس شد و تا سال ۱۹۶۴میلادی، اولین کنفرانس سالانه آن سازماندهی و شرکت کرد.
با گسترش ملی‌گرایی یا همان ناسیونالیسم، هنگامی که سیستم آموزش عالی آفریقا شروع به آفریقایی شدن کرد و تأثیرات آن شروع شد، سؤال و انتقاد از ایده‌های اساسی مطالعات آفریقایی و همچنین بهبود نظریه‌های علمی و روش‌های تحقیق آغاز شد که توسعه یافت. مطالعات آفریقایی که امور و پدیده‌های آفریقا را مطالعه می‌کرد و توسط آفریقایی‌ها انجام و هدایت می‌شد. روشنفکران آفریقایی که این تاریخ‌نگاری ملی گرایانه را پیش بردند، در جامعه دانشگاهی بین‌المللی مشارکت داشتند اما از جوامع محلی برای پیشبرد استفاده کردند.
با درک روزافزون تأثیرات ماندگار بردگی و استعمار که هنوز در اواسط دهه ۱۹۷۰میلادی وجود داشت، والتر رادنی در مورد چگونگی توسعه نیافتگی اروپا در آفریقا نظریه‌پردازی کرد و آن را تألیف کرد. محققان آفریقایی در برجسته کردن الگوهای سلطه و نابرابری بین اروپایی‌ها و آفریقایی‌ها به این نظریه اضافه کردند. روش‌های ساختارشکنی به درک روزافزون ایده‌ها و مفهوم‌سازی‌های امپریالیستی اروپایی کمک کرد شواهد، داده‌ها و حقیقت در توانایی محققان برای درگیر شدن با ایده‌ها و مفهوم‌سازی‌هایی که آفریقایی‌ها در زندگی روزمره آن‌ها داشتند و توسط آنها زندگی می‌کردند، تداخل داشت.
در حالی که تمرکز تحقیقات روی آفریقا در بریتانیا در طول دهه ۱۹۸۰میلادی کاهش یافت، این امر با تمرکز تحقیقاتی فزاینده بر آفریقا در کشور آمریکا از بین رفت. پس از جنبش حقوق مدنی، همکاری بین محققان آفریقایی و آفریقایی آمریکایی افزایش یافت. دانشمندان آفریقایی، از طریق تحقیقات و ارتباطات مستقیم فرهنگی خود نقش ارزشمندی در توسعه مطالعات آفریقایی ایفا کردند. علاوه بر این که انجمن سلطنتی آفریقا با ASAUK همکاری می‌کند تا آن را زنده نگه دارد، دانشمندان مختلف آفریقایی (به عنوان مثال، رجینالد کلین-کول، راوفو مصطفی، اولا اودوکو)، در بریتانیا توسعه مطالعات آفریقایی را در جهت جدیدتر پاسخگویی رهبران آفریقایی و گنجاندن دیاسپورای آفریقایی در محدوده تمرکز تحقیقاتی خود هدایت کرد.

### تأثیر آشفتگی اقتصادی در آفریقا
همان‌طور که کشورهای آفریقایی آشفتگی اقتصادی را در اواسط دهه ۱۹۸۰میلادی تجربه کردند، سیستم آموزش عالی آفریقا و مطالعات آفریقا نیز دچار آشفتگی شدند (مانند قحطی کتاب، فرار مغزها، فروپاشی فرهنگ تحقیق، فروپاشی جوامع محلی و انجمن‌ها، کاهش توانایی دانش پژوهان برای سفر محلی، زوال زیرساخت و…)تمام مشکلاتی بود که ایجاد شد. تاریخ‌نگاری ناسیونالیستی که قبلاً گسترش یافته بود، حتی با گسترش تحلیل‌ها و انتقادات نئولیبرالیسم، که می‌کوشید شرایط آفریقا را برحسب آسیب‌شناسی و قدرت که با اصول حکمرانی خوب و کارایی بازار مرتبط است، چارچوب‌بندی کند، شروع به انقباض کرد. تحت پوشش توسعه آفریقا، سیستم‌های آموزش عالی آفریقا (به عنوان مثال، مأموریت‌های دانشگاه، چشم‌اندازها، برنامه‌های درسی، ابزارهای مفهومی و مبانی نظری تحقیقات اجتماعی) متعاقباً برای انطباق با دیدگاه و اصول نئولیبرالیسم مورد بازنگری قرار گرفتند.
مطالعات توسعه به‌طور فزاینده ای با مطالعات آفریقایی مرتبط شد، زیرا به عنوان یک رشته رشد کرده بود و توسط سایر زمینه‌ها (به عنوان مثال، علوم انسانی، علوم اجتماعی، علوم طبیعی) غنی شده بود. تعداد قابل‌توجهی از سازمان‌های مطالعات آفریقایی، که از کمک‌های دولتی خارجی ارائه‌شده از آمریکای شمالی، اروپا و آسیا تأمین مالی شده‌اند یا تحت تأثیر مالی قرار گرفته‌اند، با نوسان‌پذیر شدن الگوی کمک‌های دولتی خارجی، دچار نوسان شده‌اند. در نتیجه، گرایش‌ها در مطالعات آفریقایی تمایل به منعکس‌کننده خوش‌بینی یا بدبینی عمومی داشته‌است (به عنوان مثال، بدبینی آفریقایی در مطالعات آفریقا در طول دهه ۱۹۹۰میلادی). با عامل سازمان‌های غیردولتی در آفریقا، و استفاده آنها از بورس تحصیلی مطالعات آفریقایی، باعث شده‌است که سرمایه‌گذاران سازمان‌های غیردولتی نیز بر تمرکز و توسعه بورس تحصیلی آفریقایی‌های مشهور تأثیر بگذارند. پس از آن، بورس تحصیلی در سیاست‌های توسعه آتی سرمایه‌گذاران استفاده می‌شود و آفریقایی‌های مشهور حتی ممکن است به عنوان مشاور سیاست برای کشورهای اروپایی تأمین‌کننده بودجه (به عنوان مثال، تحلیل نوپاتریمونیالیستی از اقتصاد و جامعه سیاست آفریقا، نهادهای بین‌المللی که از این تحلیل‌ها مطلع می‌شوند.

### جنگ سرد
با توجه به نشانه‌های فزاینده ای مبنی بر اینکه جهان پس از جنگ سرد منجر به افزایش صلح نمی‌شود، آفریقا در اوایل دهه ۲۰۰۰میلادی به کانون اصلی مطالعه برای آمریکای شمالی و اروپا تبدیل شد. دلایل افزایش مطالعه طیف وسیعی از احیای نهادها و دولت مدنی و دموکراتیک در آفریقا، تا موج سوم ادبیات آفریقا در آفریقا و دانشمندان آینده‌دار بعدی با الهام از ادبیات، تا آفریقا که پیش‌بینی می‌شود بزرگ‌ترین جمعیت جوانان در جهان تا سال ۲۰۵۰میلادی، به افزایش سرمایه‌گذاری توسط کشورهای آسیایی، از جمله چین، به بریتانیا که به دنبال تغییر موقعیت خود پس از برگزیت است. علاقه فزاینده به مطالعه آفریقا به رشد انجمن‌های مطالعات آفریقا، از جمله ASAUK و گروه آفریقا-اروپا برای مطالعات بین رشته‌ای (AEGIS) و همچنین افزایش تمرکز تحقیقات در آفریقا توسط سازمان‌های مطالعات آفریقایی در آفریقا کمک کرده‌است.
بازاریابی آموزش عالی آفریقایی منجر به تأمین مالی کمک‌های مالیو همچنین انتقال به سمت استخدام متخصصان دانشگاهی مبتنی بر قرارداد (مثلاً مدت معین، پاره وقت) شده‌است. با انتقال نشریات دانشگاهی از چاپی به رسانه‌های اینترنتی، سلسله مراتب استعماری و نژادی به‌طور کلی تقویت شد، زیرا نشریات رسانه‌های انگلیسی زبان آنلاین، گفتمان‌های آکادمیک بین‌المللی/غیر آفریقایی را واسطه می‌کردند و نشریات رسانه‌های چاپی، گفتمان‌های آکادمیک آفریقایی را واسطه می‌کردند. علاوه بر این، دانشمندان آفریقایی همچنان نژادپرستی، تعصب، و تبعیض را تجربه می‌کنند و همچنان در سیستم آموزش در بریتانیا دچار مشکلات این چنینی هستند. علاوه بر این، انحصار و برتری معرفت‌شناسی و روش‌شناسی اروپایی-آمریکایی به درک دانشمندان اروپایی که متخصصان و حاملان حقیقت جهانی هستند و دانشمندان آفریقایی و سایر دانشمندان رنگین‌پوست تنها تخصص محدودی در میراث فرهنگی و هویت خود دارند کمک می‌کند. پویایی قدرت امپریالیستی بین غیر آفریقایی‌ها و آفریقایی‌ها در شکل‌دادن به روایت در مطالعات آفریقایی در مورد آفریقا یک مشکل مداوم است.
در حالی که شورای توسعه تحقیقات علوم اجتماعی در آفریقا (CODESRIA) بودجه قابل توجهی را به تحقیقات مطالعات آفریقایی در کشورهای مختلف (به عنوان مثال، غنا، کنیا، نیجریه، سنگال، آفریقای جنوبی) در آفریقا اختصاص می‌دهد، بسیاری از منابع مالی برای تحقیقات منشأ است.
از زمان استقلال آفریقا، اثرات بلندمدت و عناصر تداوم برده‌داری و استعمار (مثلاً خیال‌پردازی‌ها و پیش‌بینی‌های نژادپرستانه، خاموش کردن گذشته) همچنان بر آفریقایی‌ها در قاره و در دیاسپورا تأثیر می‌گذارد. پس از تقریباً ۴۰ سال، آفریقایی‌سازی برنامه‌های درسی (مثلاً نظریه، روش، شواهد) در آفریقا همچنان ادامه دارد.